# Liste der Kulturdenkmäler in Farschweiler
In der Liste der Kulturdenkmäler in Farschweiler sind alle Kulturdenkmäler der rheinland-pfälzischen Ortsgemeinde Farschweiler aufgeführt. Grundlage ist die Denkmalliste des Landes Rheinland-Pfalz (Stand: 8. Februar 2023).

## Einzeldenkmäler
| Bezeichnung                                | Lage                | Baujahr                            | Beschreibung | Bild            |
| ------------------------------------------ | ------------------- | ---------------------------------- | --- | --------------- |
| Quereinhaus                                | Hauptstraße 16 Lage | zweite Hälfte des 19. Jahrhunderts | zweite Hälfte des 19. Jahrhunderts; bis 1877 Amtshaus der Bürgermeisterei Farschweiler                                                      | BW              |
| Wohnhaus                                   | Hauptstraße 17 Lage | 1848                               | Mansardwalmdachbau, bezeichnet 1848 | Fotos hochladen |
| Katholische Filialkirche Maria Heimsuchung | Kirchweg Lage       | 1788                               | spätbarocker Saalbau, 1788, Chor und Westturm 1844; zugehörig: ummauerter Kirchhof, darin Skulptur des heiligen Johannes und Friedhofskreuz | Fotos hochladen |